# Anti-fondationnalisme
En épistémologie, l'anti-fondationnalisme (aussi appelé non-fondationnalisme) est, comme son nom l'indique, un rejet du fondationnalisme, c'est-à-dire le rejet de ce qu'il y ait des principes épistémologiques ou des croyances fondamentales qui servent de fondation à la connaissance.

## Anti-essentialisme
Les anti-fondationnalistes se livrent à des attaques logiques, historiques ou généalogiques sur des concepts fondationnels (voir en particulier Nietzsche et Foucault), souvent associées à d'autres méthodes pour justifier et prolonger une enquête intellectuelle, telles que la subordination pragmatique de la connaissance à l'action pratique. Foucault a rejeté la recherche d'un retour aux origines comme relevant de l'essentialisme platonicien, préférant insister sur le caractère contingent des pratiques humaines.
Les anti-fondationnalistes s'opposent aux méthodes métaphysiques. Les anti-fondationnalistes éthiques sont souvent critiqués pour leur relativisme moral, accusations qu'ils contestent en offrant des méthodes alternatives de pensée morale dont ils prétendent qu'elles ne nécessitent pas de fondations. Ainsi, tandis que Charles Taylor accuse Foucault de n'avoir « aucun ordre de la vie humaine, ou de ce que nous sommes, ou de la nature humaine, auquel on puisse faire appel afin de juger ou d'évaluer entre modes de vie », Foucault insiste néanmoins sur la nécessité de poursuivre l'enquête éthique « sans » système universel auquel on puisse se référer.
Niklas Luhmann utilise la cybernétique pour contester le rôle des unités fondamentales et des certitudes canoniques.

## Totalisation et légitimation
Les anti-fondationnalistes s'opposent aux visions totalisantes de la réalité sociale, scientifique ou historique, considérant qu'elles manquent de légitimation et préférant les récits particuliers à la place. Aucune totalité sociale mais une multitude de pratiques singulières et concrètes, « non une histoire mais au mieux des histoires ». Dans un tel néopragmatisme (en), il n'y a pas de vérité d'ensemble, seulement un processus continu de méthodes d'édification meilleures et plus fructueuses. Même nos catégories les plus tenues pour acquises de l'analyse sociale - du genre, du sexe, de la race et de la classe - sont considérées être des constructions sociales par les anti-essentialistes comme Marjorie Garber.

## Espoir et crainte
Stanley Fish distingue entre ce qu'il appelle l'« espoir d'une théorie anti-fondationnaliste » et « la crainte d'une théorie anti-fondationnaliste » - les trouvant tous deux également illusoires. 
La crainte des effets corrosifs de l'anti-fondationnalisme était très répandue à la fin du XXe siècle, anticipant des choses comme un effondrement culturel et une anarchie morale ou (à tout le moins) une perte de la distance critique nécessaire permettant un effet de levier contre le statu quo. Pour Fish cependant, la menace d'une perte de normes objectives d'enquête rationnelle avec la disparition d'un principe fondateur était une crainte erronée : loin d'ouvrir la voie à une subjectivité débridée, l'anti-fondationnalisme laisse l'individu fermement ancré dans le contexte et les normes habituels d'enquête/débat de la discipline/profession/habitus dans lesquels il/elle est irrévocablement placé.
Pareillement cependant, l'« espoir » anti-fondationnaliste d'échapper à des situations particulières grâce à la conscience de la contingence de toutes ces situations - par la reconnaissance de la nature conventionnelle/rhétorique classique de toutes les revendications à maîtriser des principes - cet espoir est aux yeux de Fish également voué à l'échec par la nature même de la conscience de la situation et du contexte social et intellectuel globalisant dans lequel chaque individu est enfermé séparément.
Fish a également noté comment, contrairement aux espoirs d'une issue émancipatrice de l'anti-fondationnalisme, les théories anti-essentialistes, en faisant valoir l'absence d'un point de référence trans-contextuel, ont servi aux conservateurs et néo-conservateurs ainsi qu'aux progressistes. Ainsi par exemple, John Searle a proposé un compte-rendu de la construction d'une réalité sociale (en) entièrement compatible avec la position d'acceptation de « l'homme qui est à la maison dans sa société, l'homme qui est « chez lui » dans les institutions sociales de la société... aussi à l'aise qu'un poisson dans la mer ».

## Critiques
Les anti-fondationnalistes ont été critiqués pour leur attaque contre toute prétention générale sauf la leur propre et pour offrir une rhétorique particularisante contredite en pratique par leur propre style globalisant.
Edward Saïd condamne l'anti-fondationnalisme radical pour son relativisme culturel excessif et une dépendance excessive au tournant linguistique, au détriment des réalités humaines.

## Anti-fondationnalistes

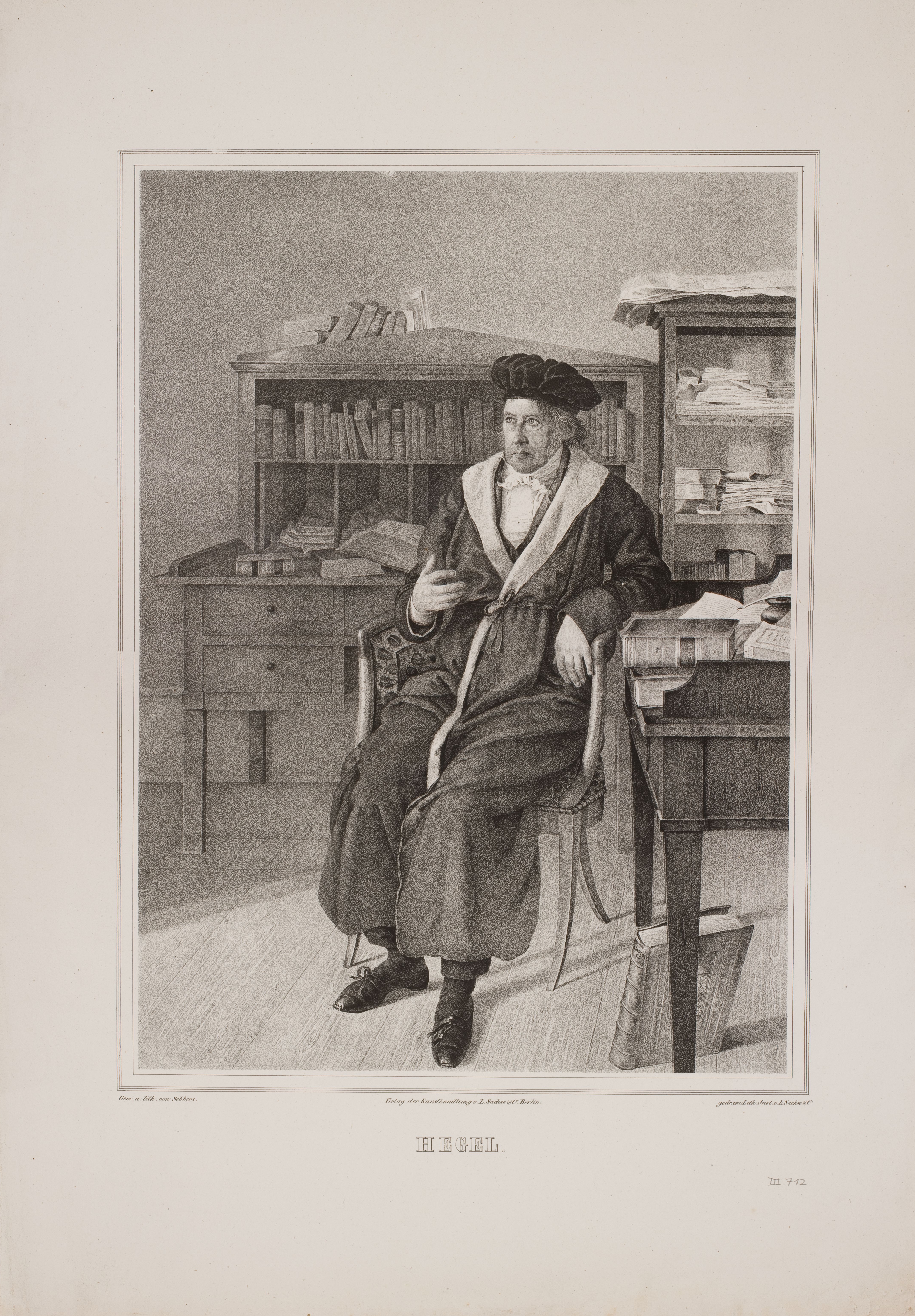
G.W.F. Hegel est considéré comme l'un des premiers anti-fondationnalistes

- John Dewey
- Stanley Fish
- Michel Foucault
- G.W.F. Hegel
- William James
- Nagarjuna
- Friedrich Nietzsche
- Charles Sanders Peirce

- Richard Rorty
- Wilfrid Sellars
- Seng Ts'an
- Giambattista Vico
- Ludwig Wittgenstein
- Jacques Derrida
- Sextus Empiricus

## Source de la traduction
- (en) Cet article est partiellement ou en totalité issu de l’article de Wikipédia en anglais intitulé « Anti-foundationalism » (voir la liste des auteurs).